# Larak (Sumer)
Larak ou Larag est une ancienne cité sumérienne.
Elle n'a pas été localisée avec précision : il a été proposé de l'identifier avec plusieurs sites repérés lors des prospections de surface dans la région de Nippur et d'Isin (Tell al-Hayyad, Tell al-Wilaya ou Tell al-Laham), mais aucun d'entre eux n'a fait l'objet de fouilles en mesure d'infirmer ou de confirmer ces intuitions. 
Il s'agit selon la tradition sumérienne d'une très ancienne ville, une de celles qui auraient exercé la royauté « avant le Déluge ».
Sa divinité tutélaire est le dieu Pabilsag.